# Volucella basalis
Volucella basalis är en tvåvingeart som beskrevs av Enrico Adelelmo Brunetti 1907. Volucella basalis ingår i släktet humleblomflugor, och familjen blomflugor. Inga underarter finns listade i Catalogue of Life.